# Филипово (Благоевградская область)
Филипово (болг. Филипово) — село в Благоевградской области Болгарии. Входит в состав общины Банско. Находится примерно в 18 км к юго-востоку от центра города Банско и примерно в 56 км к юго-востоку от центра города Благоевград. По данным переписи населения 2011 года, в селе  проживало 615 человек.

## Население
| Год     | 1934 | 1946 | 1956 | 1965 | 1975 | 1985 | 1992 | 2001 | 2011 |
| ------- | ---- | ---- | ---- | ---- | ---- | ---- | ---- | ---- | ---- |
| Жителей | 309  | 397  | 533  | 581  | 556  | 566  | 640  | 603  | 615  |

| Национальность  | Человек | Процент |
| --------------- | ------- | ------- |
| болгары         | 553     | 97,53%  |
| турки           | 10      | 1,76%   |
| не определились | 4       | 0,71%   |
| Всего ответов   | 567     |         |

|  |

## Политическая ситуация
В местном кметстве Филипово, в состав которого входит Филипово, должность кмета (старосты) до осени 2011 года исполнял Кезим Мустафа Ходжа (независимый), затем Ариф Ибраим Моллов (ДПС) по результатам выборов правления кметства.